# Wolfgang Preiss
Wolfgang Preiss (Nuremberg, 27 de fevereiro de 1910) - Baden, 27 de novembro de 2002) foi um ator alemão.
Filho de um professor, em 1931 Preiss formou-se em filosofia, alemão e artes dramáticas, tendo recebido aulas particulares de Hans Schlenck, fazendo sua estreia em Munique em 1932.

## Filmografia
- Besatzung Dora (1943)
- Die tausend Augen des Dr. Mabuse (1960)
- The Counterfeit Traitor (1962)
- The Longest Day (1962)
- Jack of Diamonds (1967)
- Scotland Yard jagt Dr. Mabuse (1963)
- The Black Cobra (1963)
- The Cardinal  (1963)
- The Train (1964)
- Von Ryan's Express (1965)
- Is Paris Burning? (1966)
- Hannibal Brooks (1969)
- Raid on Rommel (1971)
- A Bridge Too Far (1976)
- The Boys from Brazil (1978)
- Bloodline (1979)
- The Formula (1980)
- Fantasma d'amore (1981)
- The Winds of War (1983)
- The Second Victory (1986)
- War and Remembrance (1988)